# Landkreis Ingolstadt
Der Landkreis Ingolstadt war bis zu seiner Auflösung 1972 ein Landkreis im bayerischen Regierungsbezirk Oberbayern.
Der Landkreis umfasste zu Beginn der Gebietsreform 40 Gemeinden.

## Geographie

### Wichtige Orte
Die einwohnerstärksten Gemeinden waren Manching, Gaimersheim, Kösching, Großmehring und Reichertshofen. Unsernherrn war viele Jahre die bevölkerungsreichste Gemeinde im Bezirk/Landkreis Ingolstadt. Es wurde bereits am 1. Januar 1962 und damit vor dem Anlaufen der großen Gebietsreform in Bayern zum Stadtteil von Ingolstadt.

### Nachbarkreise
Der Landkreis grenzte 1972 im Uhrzeigersinn im Nordwesten beginnend an die Landkreise Eichstätt, Riedenburg, Kelheim, Pfaffenhofen an der Ilm, Schrobenhausen und Neuburg an der Donau. Die kreisfreie Stadt Ingolstadt lag als Enklave im Gebiet des Landkreises.

## Geschichte
Ingolstadt selbst war eine landständische Stadt, Landesfestung und Sitz der Landesuniversität. Das Gebiet um Ingolstadt umfasste organisatorisch die Landgerichte Abensberg, Altmannstein, Dünzlau, Gerolfing, Kösching, Mainburg, Stammham-Etting, Vohburg und Neustadt a.d.Donau sowie die landständischen Städte Abensberg und Neustadt an der Donau.

### Landgericht
Im Zuge der Neugliederung Bayerns wurde 1803 das Landgericht Ingolstadt älterer Ordnung errichtet und diesem ein Landgerichtsbezirk zugeteilt. Dieser umfasste 52 Kommunen, den späteren Gemeinden. Nach Gründung des Königreichs Bayern 1806 wurde der neue Staat durch Minister Montgelas in Verwaltungskreise eingeteilt. Das Landgericht Ingolstadt gehörte ab 1808 zum Altmühlkreis, dessen Hauptstadt Eichstätt war. 1809 wurde Ingolstadt zur kreisunmittelbaren Stadt erhoben, das Landgericht behielt aber seinen Sitz in der Stadt. Nach Auflösung des Altmühlkreises 1810 kam das Landgericht Ingolstadt zum Oberdonaukreis, dessen Hauptstadt zunächst Eichstätt, ab 1817 Augsburg war. Nach der Neuorganisation im Jahre 1838 gehörte das Landgericht Ingolstadt zum Kreis Oberbayern.

### Bezirksamt
Das Bezirksamt Ingolstadt folgte im Jahr 1862 dem Landgericht älterer Ordnung Ingolstadt. Dieses trat jedoch zwölf Gemeinden an das Bezirksamt Pfaffenhofen a.d.Ilm ab.
Anlässlich der Reform des Zuschnitts der bayerischen Bezirksämter trat das Bezirksamt Neuburg an der Donau zum 1. Januar 1880 die zehn Gemeinden Baar, Ebenhausen, Hagau, Manching, Niederstimm, Oberstimm, Pichl, Reichertshofen, Winden und Zuchering an das Bezirksamt Ingolstadt ab. Seitdem bestand sein Gebietsumfang nahezu unverändert bis zum 31. Dezember 1961.

### Landkreis
Am 1. Januar 1939 wurde im Deutschen Reich die einheitliche Bezeichnung Landkreis eingeführt. So wurde aus dem Bezirksamt der Landkreis Ingolstadt.
Am 1. Januar 1962 verlor der Landkreis die bisher selbständige Gemeinde Unsernherrn an die Stadt Ingolstadt. Friedrichshofen kam am 1. Juli 1969 zu Ingolstadt.
Am 1. Mai 1971 wurde die Gemeinde Gotteshofen des Landkreises Pfaffenhofen an der Ilm in den Landkreis Ingolstadt um- und in die Gemeinde Reichertshofen eingegliedert.
Mit Ablauf des 30. Juni 1972 endete im Zuge der Gebietsreform die Geschichte des Landkreises Ingolstadt. Die Stadt Ingolstadt blieb kreisfrei und vergrößerte sich durch Eingemeindungen noch erheblich.
Die restlichen Gemeinden kamen zu den Landkreisen Eichstätt und Pfaffenhofen an der Ilm.

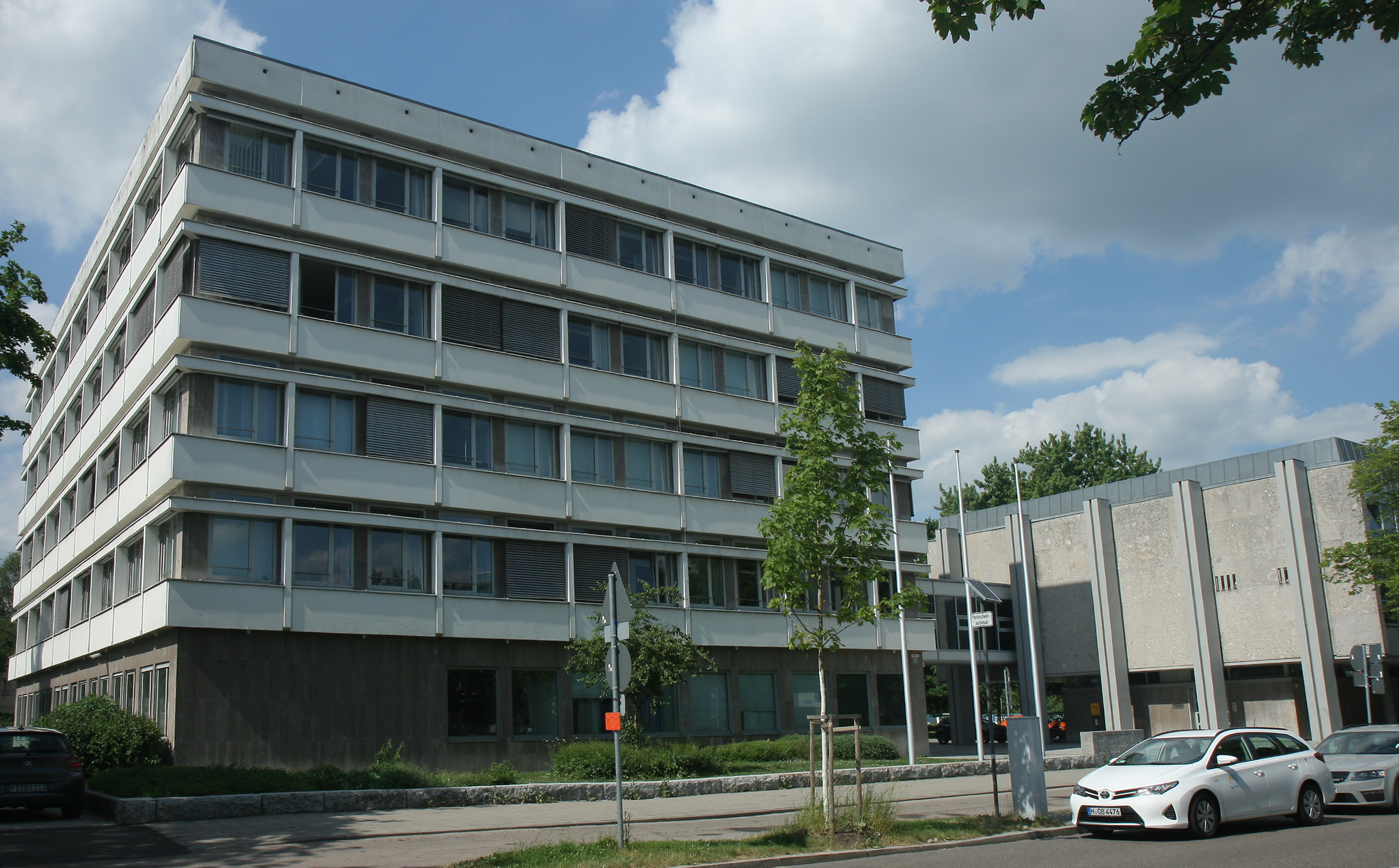
Amtsgebäude „Auf der Schanz 37“

### Das Landratsamt
Als erstes Landratsamt des Landkreises Ingolstadt diente das 1559 errichtete frühere herzogliche Kastenamt in der Ludwigstraße 25. Bereits ab 1862 war dort das Bezirksamt untergebracht. Ein Luftangriff im April 1945 verursachte schwere Schäden im hinteren Gebäudeteil. Nach 1950 stieg der Personalbestand des Landratsamtes auf rund 100 Bedienstete, weshalb auch die Platzverhältnisse im alten Amtsgebäude sehr beengt waren. Deshalb entschloss sich der Landkreis zum Neubau eines Landratsamtsgebäudes. 1962 fand in Ingolstadt an der Straße „Auf der Schanz“ die Grundsteinlegung für das neue Amtsgebäude statt. Das alte Landratsamt an der Ludwigstraße fiel im Jahre 1964 unter heftigen Protesten aus der Bevölkerung der Spitzhacke zum Opfer – auf dem Areal entstand ein Kaufhaus. Im Frühjahr 1965 konnte dann schließlich der 6,5 Millionen DM teure repräsentative Zweckbau seiner Bestimmung übergeben werden. 16 Jahre nach der Auflösung des Landkreises Ingolstadt zog 1988 das neu gegründete Landgericht Ingolstadt, ein Landgericht im heutigen Sinne, dort ein. Außerdem befand sich in dem Amtsgebäude „Auf der Schanz 37“ eine Außenstelle des Landratsamtes Eichstätt. Diese zog im November 1988 in das neu errichtete Amtsgebäude „Auf der Schanz 39“.

## Einwohnerentwicklung
| Jahr | Einwohner | Quelle |
| ---- | --------- | ------ |
| 1864 | 15.874    | [ 6 ]  |
| 1885 | 22.510    | [ 7 ]  |
| 1900 | 24.211    | [ 8 ]  |
| 1910 | 25.928    | [ 8 ]  |
| 1925 | 29.295    | [ 9 ]  |
| 1939 | 33.416    | [ 10 ] |
| 1950 | 44.715    | [ 11 ] |
| 1960 | 47.400    | [ 12 ] |
| 1971 | 59.200    | [ 13 ] |

## Landräte
(Bezirksamtmänner bis 1919, Bezirksoberamtmänner bis 1939, Landräte ab 1939)
- 1862–1870: Carl Boshart
- 1870–1876: Wilhelm von Steinling (* 1830, Amtmann)
- 1876–1879: Ludwig Fuchs von Bimbach und Dornheim
- 1880–1883: von Fraunberg
- 1883–1884: Hermann von Reitzenstein (* 1838)
- 1884–1887: von Tucher
- 1887–1896: von Brück
- 1896–1901: Johann Steiner
- 1901–1906: Albert Bovari
- 1906–1914: Schulze
- 1914–1916: Emil Tischer
- 1916–1918: Jakob Wöber
- 1919–1921: Theodor Karner
- 1921–1926: Wiesent
- 1926–1935: Wilhelm Ott
- 1935–1945: Alfred Straßer
- 1945–1947: Josef Strobl
- 1947–1952: Gerhard Kramer
- 1952–1958: Alfred Straßer
- 1958–1966: Otto Stinglwagner
- 1966–1972: Alfred Fink

## Gemeinden
Bei den Gemeinden, die heute zu den Landkreisen Eichstätt beziehungsweise Pfaffenhofen an der Ilm gehören und nicht mehr selbständig sind, ist in Klammern vermerkt, zu welcher Gemeinde der Ort heute gehört. Fett geschriebene Gemeinden sind noch heute selbständige Gemeinden.

Landkreis Ingolstadt, Gemeindegrenzenkarte von 1961

heute Teil der Stadt Ingolstadt (ab 1962 in die Stadt Ingolstadt eingemeindet):
Brunnenreuth / Dünzlau / Etting / Feldkirchen / Friedrichshofen / Gerolfing / Hagau / Irgertsheim / Mailing / Mühlhausen / Oberhaunstadt / Pettenhofen / Unsernherrn / Winden / Zuchering
heute Teil des Landkreises Eichstätt:
Appertshofen (Stammham) / Demling (Großmehring) / Eitensheim / Ettling (Pförring) / Gaimersheim / Großmehring / Hepberg / Kasing (Kösching) / Kösching / Lenting / Oberdolling / Pförring / Stammham / Theißing (Großmehring) / Unterdolling (Oberdolling) / Wackerstein (Pförring) / Wettstetten
heute Teil des Landkreises Pfaffenhofen an der Ilm:
Baar (Baar-Ebenhausen) / Dünzing (Vohburg a.d.Donau) / Ebenhausen (Baar-Ebenhausen) / Manching / Menning (Vohburg a.d.Donau) / Niederstimm (Manching) / Oberhartheim (Vohburg a.d.Donau) / Oberstimm (Manching) / Pichl (Manching) / Reichertshofen

## Kfz-Kennzeichen
Am 1. Juli 1956 wurde dem Landkreis bei der Einführung der bis heute gültigen Kfz-Kennzeichen das Unterscheidungszeichen IN zugewiesen. Es wird nur in der Stadt Ingolstadt durchgängig bis heute ausgegeben. Im ehemaligen Landkreis wurde es bis zum 3. August 1974 ausgegeben.